# 1967 na ciência

## Eventos
- 27 de janeiro - Incêndio da nave Apollo 1 mata os astronautas americanos Virgil Grissom, Edward White e Roger Chaffee.
- 24 de abril - Acidente com a nave russa Soyuz-1 mata o cosmonauta Vladimir Komarov, seu único tripulante.
- 3 de dezembro - Primeira transplantação de coração efectuado no Hospital Groote Schuur da Cidade do Cabo, África do Sul.
- Inicio da exploração da Gruta das Agulhas, Porto Judeu, pela Associação Espeleológica Os Montanheiros[1]
- Durante a visita à ilha Terceira realizada por Ferdinand André Fouqué, para estudar a erupção submarina da Serreta, procedeu-se por seu intermédio à descrição do Tubo de lava à entrada da Furna de Água, sendo este considerando por Frank Fouqué um dos mais bonitos por ele visitado.[1]

## Nascimentos
| Data | Nome | Profissão | Nacionalidade | Observações | Ref |
| ---- | ---- | --------- | ------------- | ----------- | --- |

## Mortes
| Data            | Nome                         | Profissão                                                  | Nacionalidade                         | Observações | Ref                                                                |
| --------------- | ---------------------------- | ---------------------------------------------------------- | ------------------------------------- | --- | ------------------------------------------------------------------ |
| 16 de janeiro   | Robert Jemison van de Graaff | físico                                                     | Estados Unidos                        | n. 1901 |                                                                    |
| 27 de janeiro   | Roger Bruce Chaffee          | astronauta                                                 | Estados Unidos                        | n. 1935 |                                                                    |
| 27 de janeiro   | Edward Higgins White II      | astronauta                                                 | Estados Unidos                        | n. 1930 |                                                                    |
| 27 de janeiro   | Virgil I. Grissom            | astronauta                                                 | Estados Unidos                        | n. 1926 |                                                                    |
| 18 de fevereiro | Robert Oppenheimer           | físico                                                     | Estados Unidos                        | n. 1904 Prémio Enrico Fermi 1963 | [ 2 ]                                                              |
| 4 de março      | Michel Plancherel            | matemático                                                 | Suíça                                 | n. 1885 |                                                                    |
| 6 de março      | Zoltán Kodály                | compositor, etnomusicólogo, educador, linguista e filósofo | Hungria                               | n. 1882 |                                                                    |
| 11 de março     | Walter A. Shewhart           | físico, engenheiro e estatístico                           | Estados Unidos                        | n. 1891 |                                                                    |
| 27 de março     | Jaroslav Heyrovský           | químico                                                    | Áustria-Hungria                       | n. 1890 Nobel da Química 1959 | [ 3 ]                                                              |
| 24 de abril     | Vladimir Komarov             | cosmonauta                                                 | União Soviética                       | n. 1927 |                                                                    |
| 26 de abril     | Jean Alexandre Barré         | neurologista                                               | França                                | n. 1880 |                                                                    |
| 5 de maio       | Owen Thomas Jones            | geólogo                                                    | Reino Unido da Grã-Bretanha e Irlanda | n. 1878 Medalha Lyell 1926 Medalha Real 1956 Medalha Wollaston 1945 | [ 4 ] [ 5 ] [ 6 ]                                                  |
| 22 de maio      | Josip Plemelj                | matemático                                                 | Império Otomano                       | n. 1873 |                                                                    |
| 5 de junho      | Pierre Pruvost               | geólogo                                                    | França                                | n. 1891 Medalha Wollaston 1959 | [ 6 ]                                                              |
| 1 de agosto     | Richard Kuhn                 | químico                                                    | Império Alemão                        | n. 1900 Nobel da Química 1938 | [ 3 ]                                                              |
| 18 de setembro  | John Cockcroft               | físico                                                     | Reino Unido da Grã-Bretanha e Irlanda | n. 1897 Nobel da Física 1951 Medalha Hughes 1938 Medalha Real 1954 | [ 7 ] [ 8 ] [ 5 ]                                                  |
| 2 de outubro    | Hans Reissner                | engenheiro, matemático e físico                            | Império Alemão                        | n. 1874 |                                                                    |
| 9 de outubro    | Cyril Norman Hinshelwood     | químico                                                    | Reino Unido da Grã-Bretanha e Irlanda | n. 1987 Medalha e Prémio Meldola 1923 Medalha Lavoisier (SCF) 1935 Medalha Davy 1942 Medalha Real 1947 Prémio Longstaff 1948 Medalha Guldberg 1952 Prémio Faraday 1953 Medalha Amedeo Avogadro 1956 Nobel de Química 1956 Medalha Leverhulme 1960 Medalha Copley 1962 | [ 9 ] [ 10 ] [ 11 ] [ 5 ] [ 12 ] [ 13 ] [ 14 ] [ 3 ] [ 15 ] [ 16 ] |
| 6 de dezembro   | Béla Schick                  | pediatra                                                   | Hungria / Estados Unidos              | n. 1877 |                                                                    |
| 22 de dezembro  | Julius Schaub                | farmacêutico                                               | Império Alemão                        | n . 1898 |                                                                    |

## Prémios

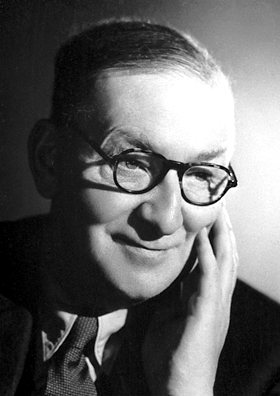
John Cockcroftbr
(1897 - 1967)

Medalha Arthur L. Day
- O. Frank Tuttle[17]

Medalha Bigsby
- Frank Harold Trevor Rhodes[18]

Medalha Bruce
- Ludwig Biermann[19]

Medalha Copley
- Bernard Katz[16]

Medalha Davy
- Vladimir Prelog[11]

Medalha Guy de bronze
- F. Downton[20]

Medalha Hughes
- Kurt Mendelssohn[8]

Medalha Penrose
- Herbert Harold Read[21]

Medalha Real
- Joseph Hutchinson,[5] John Zachary Young[5] e Cecil Edgar Tilley

Prémio Nobel
- Física - Hans Albrecht Bethe[7]
- Química - Manfred Eigen,[3] Ronald George Wreyford Norrish,[3] George Porter[3]
- Medicina - Ragnar Granit,[22] Haldan Keffer Hartline,[22] George Wald[22]